# 矮化納粹大屠殺
矮化納粹大屠殺是任何試圖削弱納粹大屠殺的嚴重性（即歷史否定主義）、或將嚴重程度遠不如納粹大屠殺的事件進行類比的言論。第二次世界大戰期間納粹德國和其軸心國盟友蓄意隔離並殺害估計約六百萬猶太人和其他被認為是低等的平民，1945年當納粹德國領袖被歐洲國際軍事法庭審判時，「種族滅絕」（genocide）一詞尚未被用來定義「蓄意針對並滅絕特定民族或國籍人口」的行徑，直至1948年聯合國大會才以納粹大屠殺為戒通過了《防止及懲治危害種族罪公約》來明確定義種族滅絕的定罪準則。